# Япар-Янбеково
Япа́р-Янбе́ково (рос. Япар-Янбеково, башк. Яппар-Йәнбәк) — присілок у складі Давлекановського району Башкортостану, Росія. Входить до складу Імай-Кармалинської сільської ради.
Населення — 79 осіб (2010; 117 в 2002).
Національний склад:
- башкири — 98 %